# Østerbro Stadion
Østerbro Stadion (tidligere Københavns Stadion) er et kombineret atletik- og fodbold-stadion på 12.000 m² beliggende i det Indre Østerbro på Gunnar Nu Hansens Plads i København. Stadion ligger få meter fra Sankt Jakobs Kirke, Øbro-Hallen og Danmarks nationale fodboldstadion Parken og har plads til samlet 4.400 tilskuere, hvoraf er 1.200 siddepladser på en stor tribune på den ene side og en mindre stål/træ-tribune på anden side. Anlægget er bygget sammen med Idrætshuset, som indeholder omklædningsrum og fem indendørshaller på i alt 5.400 m² til afvikling af sports-aktiviteter såsom håndbold, bordtennis, boksning, kampsport og styrketræning, og hvor Café Stafetten har til huse. I kælderen er der et motionsrum og et vægtløfterlokale, der benyttes af idrætsklubberne tilknyttet anlægget. Anlægget har på Østerbrogade 79 IF Sparta Bokseklub og Ø-79s boksehal og Parks skydebaner i kælderen.
Østerbro Stadion/Idrætshusets er siden 1912 hjemsted for atletikklubberne Københavns Idræts Forening og Idrætsforeningen Sparta og fra 1973 også for Atletikklubben af 1973. Boldklubben af 1893 og Boldklubben Skjold afvikler her fodboldafdelingernes hjemmebanekampe i 2. division samt Boldklubben Skjold kvinders kampe i Elitedivisionen. Derudover består brugergruppen af diverse skoler, institutioner.

## Anlæggets historie
Østerbro Stadion blev indviet i 1912 som landets første atletikstadion og senere ombygget til at også kunne rumme en fodboldbane for at aflaste Idrætsparkens græstæppe. Idrætshuset (1914) og Østerbro Stadion blev opført i perioden 1913-1929 som led i et stort sportsanlæg med idrætshal, atletikstadion og et fodboldstadion. Den nyklassicistiske randbebyggelse omkring Østerbro Stadion, Østerbrogade 79, kommer til i 1926 samtidigt som en ny indgang til Østerbro Stadion fra Østerbrogade, en portal i art deco-stil. Bebyggelsen var ligesom Øbro Hallen (1930) tegnet af arkitekterne Arthur Wittmaack og Vilhelm Hvalsøe. Portalen mod Østerbrogade, som stadig eksisterer, men ikke længere bruges som indgang, er flankeret af Park Bio og Park Café på den ene side og af en sportsforretning (Sportmaster) på den anden.
I 1950'erne blev Østerbro Stadion udvidet med en tribune, hvorefter B.93 flyttede ind under stadiontribunen. Boldklubben Skjold havde i mange år haft deres omklædningsrum under den gamle hovedtribune i Københavns Idrætspark, men har nu fået omklædningsrum og klublokaler under tribunen på Østerbro Stadion. I 1975 fik løbebanerne som et af de første stadion i Danmark kunststofbelægning.
Der er sket konstante om-, til- og nybygninger af bl.a. tilskuertribuner igennem årene (ståltribunerne er fra henholdsvis 1953 og slutningen af 1970'erne), men der var ikke foretaget større investeringer i anlægget i flere år frem til renoveringen 2007-2009. Det medførte en stor kontrast mellem Østerbro Stadion og Parken ved siden af, idet Østerbro Stadion fremstod som meget gammel og nedslidt (hvilket tydeligt ses på stål/træ-tribune ved Idrætshuset). De stigende krav fra Dansk Boldspil-Union til banens størrelse, faciliteter for tilskuere og forskellige former for afspærring på fodboldstadioner medførte endvidere, at fodboldbanen på Østerbro Stadion blev så lille (banens størrelse var 102 x 65 meter og et lysanlæg på 350 lux), at fodboldorganisationen som udgangspunkt ikke ville tillade, at der afvikles 2. divisionskampe på stadionet. DBU gav dispensation til afvikling af kampe i forårssæsonens start i 2007 under forudsætning af, at en renovering blev igangsat.
Tilskuerrekorden på Østerbro Stadion blev sat i 1992, da det hidtil største og mest succesrige atletikstævne på dansk grund blev afholdt. Københavns Idræts Forenings 100 års jubilæumsstævne havde deltagelse af talrige verdensmestre, olympiske mestre samt indehavere af olympiske rekorder og verdensrekorder, og mere end 12.000 tilskuere overværede begivenhederne.
Rekorden for fodbold er 6.900 tilskuere, som blev sat i forbindelse med en kamp mellem B.93 og Randers Freja den 10. november 1963 i den daværende 2. division (nu kendt som 1. division), hvor B.93 den efterfølgende uge sikrede sig oprykning til den bedste fodboldrække 1. division ved at slå Odense KFUM 3-0 i Odense. Superligamandskaberne fra B.93 og Brøndby IF spillede den 26. juli 1998 for 5.660 tilskuere, hvilket samtidig var B.93s debut i Superligaen. Sæsonen 1998/99 var den foreløbig seneste, hvor der er blevet spillet i den bedste række på stadionet.

## Skulpturer på stadion
I forbindelse med opførelsen af idrætshuset blev der placeret flere skulpturer på stadion.
- To af græske olympiske mestre i nævekæmp; Kreugas og Demoxenos af Antonio Canova cirka 1800
- Diskoskasteren, en kopi af en antik statue lavet af Myron cirka 430 f.Kr.
- Bueskytten, af Ernst Moritz Geyger i aksen mod Østerbrogade.
- Spydbæreren Doryforos, en kopi af en antik statue lavet af Polykleitos cirka 450 f.Kr.
- Skraberen, Apoxyomenos, en kopi af en antik statue lavetaf Lysippos cirka 300 f.Kr.

Senere er der tilkommet tre skulpturer mere til stadion.
- Uffe med sværdet Skræp af Aksel Hansen
- Maratonløber af Marius E. Jørgensen
- Ved målet, en statue af tre nøgne løbere af Alfred Boucher står over Østerbrogade portalen.

I 2009 blev de seks statuer og Idrætshuset med dets stakit, portpiller og porte mod pladsen fredet.

## Det nye Østerbro Stadion
Den 12. marts 2007 præsenterede Københavns overborgmester Ritt Bjerregaard (S) og kultur- og fritidsborgmester Martin Geertsen (V) sammen med direktør Flemming Østergaard fra Parken Sport & Entertainment en idrætsplan for Østerbro. Planen indebar, at Parken Sport & Entertainment fik tilladelse til at udvide Parkens gamle tribune samt at de købte den historiske Østerbro Skøjtehal for efterfølgende at rive den ned og opføre multihalen Capinordic Arena med plads til 4.000-5.000 tilskuere ved sportsarrangementer (primært håndboldkampe) og 8.500 tilskuere til kulturarrangementer (primært koncerter).
Pengene (godt 53 millioner) fra salget brugte Københavns Kommune til at finansiere en gennemgribende renovering og udbygning af Østerbro Stadion. Arbejdet blev færdigt i foråret 2009 og medførte, at den gamle stål/træ-tribune ved Idrætshuset reduceredes til kun at inkludere et par tilskuerrækker, og at den forreste del af den store tribune blev revet ned, hvilket gav plads for anlæggelse af otte rundløbebaner og en udvidelse af fodboldbanen. Endvidere blev der bygget en ny indendørs atletikarena i den gamle tennishal, nu med navnet Sparta Hallen.
Det nye stadion lever nu op til kravene fra Dansk Boldspil-Union og lægger i dag græs til fodbold på 2. divisionsniveau. Det nyrenoverede stadion blev "fodboldindviet" 17. juni 2009 i oprykningskampen mellem B.93 og Brabrand IF, en kamp som endte 0-0 og blev "atletikindviet" med World Outgames 28-30. juli 2009.

## Stadion rekorder
| - 100 meter: 11.32 Bianca Williams, Storbritannien (2023) - 200 meter: 21.93 Irina Privalova, Rusland (1992) - 400 meter: 51.02 Natasha Brown-Kaiser, USA (1993) - 800 meter: 1.59.78 Ruth Wysocki, USA (1995) - 1500 meter 4.05.19 Sonia O'Sullivan, Irland (1993) - 3000 meter 8:45.48 Sonia O'Sullivan, Irland (1992) - 5000 meter: 15.23.38 Hilde Stavik, Norge (1994) - 3000 meter forhindring: 9.46.41 Juliane Hvid, Sparta (2023) - 100 meter hæk: 12.59 Nia Ali, USA (2023) - 400 meter hæk: 53.79 Sandra Farmer-Patrick, USA (1995) - 4 x 100 meter: 44.57 Norge (2023) - 4 x 400 meter: 3.32.84 Sverige (2023) - Længdespring: 6.87 Renata Pytelewska Nielsen, Århus 1900 (1994) - Højdespring: 1.95 Valentina Gotovska, Letland (1993) - Trespring: 14.00 Maja Åskag, Sverige (2023) - Stangspring: 4.50 Caroline Bonde Holm, Danmark (2023) / Saga Andersson, Finland (2023) - Kuglestød: 18.51 Danguole Urbikiene, Litauen (1993) - Diskoskast: 64.06 Austra Mikelyte, Litauen (1993) - Hammerkast: 74.68 Betty Heidler, Tyskland (2006) - Spydkast: 63.18 Therese Nekro Saite, Litauen (1993) - Vægtkast: 17.51 Meiken Greve, Sparta Atletik (2012) | - 100 meter: 10.06 Jacques Harvey, Jamaica (2013) - 200 meter: 20.21 Michael Johnson, USA (1994) - 400 meter: 44.83 Quincy Watts, USA (1992) - 800 meter: 1.44.51 Wilson Kipketer, Sparta Atletik (1994) - 1500 meter: 3.36.93 Robert K. Andersen, Sparta Atletik (1997) - 5000 meter: 13.13.85 Richard Chrlemo, Kenya (1993) - 110 meter hæk: 13.47 Sekou Kaba, Canada (2015) - 400 meter hæk: 48.57 Kevin Young, USA (1993) - 3000 meter forhindring: 8.22.81 Tesfaye Sima, Etiopien (2016) - 4 x 100 meter: 40.02 Sverige (2023) - 4 x 400 meter: 3.09.88 Letland - Længdespring: 8.07 Morten Jensen, Sparta Atletik (2010) - Højdespring: 2.30 Charles Austin, USA (1992) / Patrik Sjöberg, Sverige (1993) - Trespring: 16.94 Paul Jordan, USA (1982) - Stangspring: 5.60 Valeri Bukrejev, Estland (1993) - Kuglestød: 21.61 Joachim B. Olsen, Århus 1900 (2007) - Diskoskast: 67.86 Art Burns, USA (1982) - Hammerkast: 76.26 Benjamin Vilickis, Litauen (1993) - Vægtkast: 21.95 Jan Bielecki, Sparta Atletik (2004) - Spydkast: 84.74 Tom Puksty, USA (1993) |

## Idrætshuset
Idrætshuset som er beliggende ved Østerbro Stadion blev opført 1911-1914 efter tegninger af arkitekten Søren Lemche. Ingeniøren var Edouard Suenson.
Huset indeholder i dag omklædningsrum og fem indendørshaller på i alt 5.400 m² til afvikling af sports-aktiviteter også Café Stafetten har til huse her.

## Klubber med aktiviteter på Østerbro Stadion og i Idrætshuset
| - Aikikai - AK73 - Boldklubben af 1893 - Boldklubben Skjold - IK 99 - Vægtløftning | - Kjøbenhavns Gymnstikforening - Københavns Idræts Forening - KSV - Vollyball - KV 61 - Vollyball - Københavns Aikido Klub | - Shuri-Ryu - Karate - Skøjteklub København - Rulleskøjteløb - Sparta Atletik - Tai-Chi Chuan - Øbro - Gymnastik | - Østerbro Ju-Jutsu Klub - Østerbro Karate Skole - Østerbro Taekwondo Klub |